# Hi-Lo Country
Hi-Lo Country es una película wéstern estadounidense de 1998 dirigida por Stephen Frears, protagonizada por Billy Crudup, Penélope Cruz, Woody Harrelson, Cole Hauser, Sam Elliott, Patricia Arquette, Enrique Castillo y Katy Jurado. Está ambientada en el Nuevo México posterior a la Segunda Guerra Mundial y basada en la novela The Hi-Lo Country de Max Evans.

## Trama
Pete Calder parte una mañana reflexionando sobre su intención de matar a alguien. Mientras conduce, piensa en lo que lo llevó a este punto.
Cuando era joven y crecía en Hi-Lo, Nuevo México, Pete conoció y se hizo amigo de Big Boy Matson, un vaquero. Poco después de ello, estalla la Segunda Guerra Mundial y ambos deciden ofrecerse como voluntarios para el servicio militar. Mientras Big Boy todavía estaba en el frente, Pete regresó más temprano de la guerra y se le dio la oportunidad de trabajar para el magnate ganadero Jim Ed Love, cosa que rechazó. También conoció y comenzó a enamorarse de Mona Birk, la esposa del capataz de Jim Ed, Les Birk, a pesar de que también mantenía una relación con su vecina Josepha O'Neil.
Big Boy regresa a casa después de la guerra, esperando volver a su antigua vida, y descubre que Jim Ed emplea a la mitad de la ciudad. Aferrándose a los ideales míticos del oeste americano, Big Boy y Pete se unen a un antiguo ranchero, Hoover Young, para criar ganado al estilo vaquero tradiciinal.
Big Boy tiene una relación antagónica con Jim Ed y rechaza ofertas de compra. Las cosas están en paz por un tiempo, hasta que Big Boy comienza una aventura con Mona. Por amistad con Big Boy, Pete decide olvidar sus sentimientos por ella y se dedica a Josepha. Mientras tanto, la tensión entre Big Boy y Les comienza a crecer.
A medida que Pete entra en contacto con Mona, se obsesiona cada vez más con ella. Josepha confronta a Pete sobre la aventura de su amigo y su destrozo de hogares, y en el fragor del intercambio, Pete revela sus celos por la relación de Big Boy. Josepha se va abatida y Pete se deprime cada vez más tanto por sus sentimientos no correspondidos como por su deshonestidad con sus seres queridos.
Finalmente, Pete se enfrenta a Mona y le pide que ponga fin a la aventura por el bien de su reputación y la de Big Boy, pero ella le responde que sabe que él está enamorado de ella. Más tarde, en un baile de la ciudad, Les ve a Big Boy y Mona bailando y saca un arma para dispararle a Big Boy, pero un asistente al evento le arranca el arma de la mano y Big Boy lo golpea brutalmente. Mona sigue a Big Boy afuera y lo besa.
Big Boy, Mona, Pete y Josepha pasan el resto de la noche juntos, y después de visitar a una bruja mexicana llamada Meesa, Pete lleva a Mona afuera y tienen relaciones sexuales, pero Big Boy está demasiado borracho para darse cuenta. Josepha sale y lleva a Mona adentro, pero no se enfrenta a Pete. Más tarde le dice a Pete que "le diga a Big Boy antes que ella, o te matará". Pete reflexiona sobre haber perdido el miedo a la muerte. Al final es el hermano menor de Big Boy, Little Boy, quien acaba matando impulsivamente a Big Boy tras una pelea, sintiéndose humillado por su hermano mayor.
En el presente, Pete está sentado en su auto afuera de la iglesia con zna ofrenda a Big Boy. Después del funeral, la madre de los niños Matson le habla y le dice que perdonen a Little Boy, y que ella sabía desde que nació Big Boy que su vida terminaría en violencia. Pete se acerca a Little Boy y le dice que está cumpliendo los deseos de la Sra. Matson, pero que lo matará si alguna vez calumnia a Big Boy. Se marcha con Mona, que está embarazada, quien le dice que le contó a Big Boy sobre su encuentro sexual. Se despiden y Pete se dirige a comenzar una nueva vida en California en un intento de reunirse con Josepha.

## Elenco
- Woody Harrelson como Big Boy Matson
- Billy Crudup como Pete Calder
- Patricia Arquette como Mona Birk
- Cole Hauser como Little Boy
- Penélope Cruz como Josepha O'Neil
- Darren Burrows como Billy Harte
- Jacob Vargas como Delfino Mondragón
- James Gammon como Hoover Young
- Lane Smith como Steve Shaw
- Katy Jurado como Meesa
- Sam Elliott como Jim Ed Love
- John Diehl como Les Birk
- Enrique Castillo como Levi Gómez
- Rosaleen Linehan como la Sra. Matson

Otras apariciones incluyen a la músico Rose Maddox como la abuela de Big Boy, el locutor de rodeo Bob Tallman como él mismo y Chris O'Connell, Leon Rausch, Connie Smith, Marty Stuart y Don Walser como la banda.

## Recepción
La película fue considerada por la crítica y los festivales de cine como un ejemplo del género cinematográfico del wéstern "clásico".
Bob Graham del San Francisco Chronicle dijo: "Se honran los escenarios tradicionales de los wésterns: el salón de baile, el rodeo, el arreo de ganado, la tormenta de nieve. Hi-Lo no es sólo el nombre de las llanuras de las tierras altas donde "La historia se desarrolla, también es un juego de póquer, y ese cliché del wéstern también recibe un buen giro".
Stephen Holden de The New York Times dijo: "En sus mejores momentos, la película se siente como un híbrido épico de Red River y The Last Picture Show ."
Rüdiger Suchsland de Artechock consideró que "Hi-Lo Country es una película extraña, muy especial [...] Una mezcla del cine negro, de esas películas policiales "duras" de los años 30 y 40 con sus hombres duros y blandos, y los intocables y muy deseables mujeres "vamp"  [...] Este homenaje al wéstern clásico realizado por, precisamente, el británico Steven Frears tiene mucho encanto. Sería brillante si el propio Frears no se hubiera enamorado del mito del wéstern y hubiera hecho su película casi en su totalidad sin ironía. A estos vaqueros no les queda nada de los pioneros en su cruzada de la civilización; son tristes conservadores, defensores de la vieja América."
La partitura de Carter Burwell y las canciones de swing occidental de Floyd Tillman, Vaughn Monroe, Eddy Arnold, Merle Travis, Tex Williams y Hank Williams y las interpretaciones secuenciales de Don Walser y Leon Rausch fueron bien consideradas.

## Premios
- Ganador, Oso de Plata al Mejor Director (Stephen Frears) - 49.º Festival Internacional de Cine de Berlín[5]
- Nominado, Premio Oso de Oro - Festival Internacional de Cine de Berlín[5]
- Nominada, Mejor Actriz (Penélope Cruz) - Premios ALMA[6]
- Nominada, Mejor Actriz (Katy Jurado) - Premios ALMA[6]
- Nominado, Mejor Actor de Reparto (Enrique Castillo) - Premios ALMA[6]
- Ganador, Mejor Actuación Revelación (Billy Crudup) - National Board of Review[6]
- Ganador, Premio Bronce Wrangler (Mejor Película del Año) - Western Heritage Awards[6]
- Ganador, Mejor Guion - Drama (Walon Green) - Western Writers of America[6]